# Резолюция 233 на Съвета за сигурност на ООН
Резолюция 233 на Съвета за сигурност на ООН е приета единодушно на 6 юни 1967 г. по повод ситуацията в Близкия изток след началото на Шестдневната война.
След като излушва устния доклад на генералния секретар на ООН, в който се съобщава за започнали военни действия в Близкия Изток, с Резолюция 233 г. Съветът призовава правителствата на страните, замесени в конфликта, незабавно да вземат необходимите мерки за прекратяване на огъня, а генералният секретар да държи Съвета информиран за ситуацията в региона.
Резолюция 233 е приета единодушно от Съвета за сигурност, без текстът ѝ да бъде подлаган на гласуване.